# Juan Pablo Martínez Cortés
Juan Pablo Martínez Cortés (Saragoça, 1976) é engenheiro e professor universitário de Aragão. É um engenheiro de telecomunicações e têm especialização em comunicação desde 1999 e é médico de uma universidade de Saragoça desde 2005.
A sua trajetória profissional começa no Centro Politécnico Superior, primeiro, e Escola de Engenharia e Arquitetura de Saragoça (EINA), depois, em uma Universidade de Saragoça e atualmente é professor titular na Área de Teoria de Sinais e Comunicações de Engenharia Eletrônica e Comunicações (IEC) do centro. Também é membro e maestro na Associação Cultural Nogará-Religada Aragonense.
Juan Pablo é editor e colaborador regular da Biquipedia, a versão aragonesa da Wikipédia. Ele também colabora com a Associação Softaragonés e atuou com uma criação de softwares em aragonês, destacando-se no pacote oficial do idioma no navegador Firefox. Também desembolsou tecnologias de linguística computacional como uma versão em aragonês do tradutor automático Apertium. o corretor ortográfico baseado em Hunspell, desembolsou com a conjunta ação de Santiago Paricio. Ele é co-autor de muitos artigos relacionados às novas tecnologias aragonesas.

## Genealogia
Juan Pablo Martínez Cortés é também interessado por História e pela Genealogia de Aragão, estando no cargo de membro fundador, primeiro secretário e atual vocal da junta diretiva da Associação Cultural de Genealogia e História de Aragão, sendo sabem autor de muitas tipos de comunicações respectivas de áreas do conhecimento.